# Янг, Гэри
Гэри Янг (англ. Gary Younge; род. январь 1969, Хитчин, Хартфордшир) — британский журналист и педагог. Троцкист, колумнист «The Guardian» с 1993 года, с 2003 года её нью-йоркский корреспондент. Автор трёх книг.
Лауреат премии Джеймса Камерона (2009) за освещении кампании Обамы.
Родился в семье темнокожих выходцев с Барбадоса.
Изучал французский и русский языки в эдинбургском университете Хериота-Уатта, затем учился в Лондонском городском университете, где получил послебакалаврскую степень по газетной журналистике (1993).
Его первая книга «No Place Like Home» (1999) входила в шорт-лист Guardian First Book Award. Его третья книга «Who Are We?» (2010) была в шорт-листе для Ideas Prize Бристольского фестиваля.
На протяжении 2001—2003 годов три года подряд становился лучшим газетным журналистом по версии британской Ethnic Minority Media Awards.
Преподаёт в Бруклинском колледже.
С 2011 года живёт в Чикаго.
Почётный доктор своей альма-матер университета Хериота-Уатта (2007) и Университета Сауз Бэнк.

## Некоторые публикации
- Границы расы в современной Британии (2005)
- Запад больше не может претендовать на роль «честного посредника» (недоступная ссылка) (15.02.2011)
- Англия: бунты были политическими Архивная копия от 14 мая 2013 на Wayback Machine (о беспорядках в Англии в августе 2011 года)